# Vyskytná nad Jihlavou
Vyskytná nad Jihlavou település Csehországban, a Jihlavai járásban. Vyskytná nad Jihlavou Dvorce, Šimanov, Hubenov, Bílý Kámen, Jihlava, Rantířov, Ježená, Plandry, Zbilidy és Větrný Jeníkov településekkel határos. Lakosainak száma 955 fő (2024. január 1.).

## Népesség
A település lakosságának változását az alábbi diagram mutatja:
| Lakosok száma | 1040 | 1139 | 1082 | 804  | 654  | 623  | 881  | 896  | 936  | 955  |
|               | 1869 | 1890 | 1921 | 1950 | 1980 | 2001 | 2017 | 2019 | 2022 | 2024 |